# مجدی عطوه
مجدی عطوه (عربی: مجدي عطوة؛ زادهٔ ۷ آوریل ۱۹۸۳) یک ورزشکار اهل مصر است.
از باشگاه‌هایی که در آن بازی کرده‌است می‌توان به باشگاه ورزشی زمالک اشاره کرد.